# Albert Van Ryssel
Pour les articles homonymes, voir Ryssel.
Albert Van Ryssel, né le 4 septembre 1726 aux Pays-Bas, mort le 27 mars 1805 à Utrecht (Pays-Bas), est un général hollandais de la Révolution française.

## États de service
Il entre à l'armée très jeune, dans le régiment de son père, au service des Provinces-Unies, et il participe à la bataille de Fontenoy le 11 mai 1745, où son père est tué.
En 1787, il est nommé commandant en chef du corps opposé aux prétentions du Stathouder Guillaume V d'Orange-Nassau, puis il devient gouverneur de la place de Naarden, avant d’être obligé de remettre cette place aux autrichiens, sept jours après leurs entrés à La Haye en septembre 1787. 
Réfugié en France, il est promu général de brigade le 30 mars 1788, par le roi Louis XVI.
En 1793, il est attaché à l’armée du Nord sous les ordres du général Dumouriez, et en mars 1795, les états généraux le rappel en Hollande. 
Dès lors il vit dans la retraite et il meurt le 27 mars 1805, à Utrecht. 
Sa fille Jacoba épouse le 24 août 1804, le général Victor de Fay de La Tour-Maubourg, mariage qui reste sans postérité.

## Sources
- (en) « Generals Who Served in the French Army during the Period 1789 - 1814: Eberle to Exelmans »
- Marie Paul du Motier marquis de Lafayette, Mémoires, correspondance et manuscrits du général Lafayette, vol. 5, imprimerie Fournier et Compagnie, Paris, 1838, p. 148.